# Clara Latimer Bacon
Pour les articles homonymes, voir Bacon.
Clara Latimer Bacon (13 août 1866 - 14 avril 1948) est une mathématicienne américaine, professeure de mathématiques au Goucher College (en). Elle est la première femme à obtenir un doctorat en mathématiques de l'université Johns-Hopkins.

## Biographie
Clara Bacon est née à Hillsgrove, dans l'Illinois. Elle est l'aînée de quatre enfants et son père est fermier
Elle fait ses études supérieures au Hedding College (en) d'Abingdon, dont elle est diplômée en 1886, puis elle obtient un deuxième diplôme au Wellesley College en 1890. Elle est dans la même classe que les mathématiciennes Grace Andrews et Anne Bosworth. Elle poursuit ses études et obtient une maîtrise à l'université de Chicago, en 1904,.  
Elle prépare un doctorat à l'université Johns-Hopkins, et soutient en 1911 une thèse intitulée The Cartesian Oval and the Elliptic Functions Rho and Sigma. Elle est l'une des quatre femmes à recevoir un doctorat de l'université cette année-là, la première année où les femmes pouvaient obtenir un doctorat sans devoir préalablement solliciter une dérogation de la part des administrateurs. Ses recherches de maîtrise et de doctorat portent sur la géométrie planaire, elle les fait sous la supervision de Frank Morley. Sa thèse est publiée dans l'American Journal of Mathematics en 1913,.

## Activités professionnelles et engagements institutionnels
Elle mène sa carrière d'enseignante de mathématiques à Goucher College, anciennement connu sous le nom de Women's College Baltimore, dans le Maryland, aux États-Unis. Elle commence à y enseigner en 1897, à l'invitation John Franklin Goucher, puis elle devient professeure agrégée en 1905 et professeure titulaire en 1914. 
Clara Bacon est membre de l'American Mathematical Society et de la Mathematical Association of America. Elle est présidente de la section de l'American Association of University Professors, (l'Association américaine des professeurs d'université) de Baltimore et soutient la League of Women Voters.  
Elle est professeure émérite de mathématiques au Goucher College en 1934. Elle meurt le 14 avril 1948, à l'âge de 81 ans, à Baltimore.

## Hommages
Une résidence étudiante du Goucher College, Bacon House, est nommée en son honneur.